# Хлоя Далтон
Хлоя Далтон (англ. Chloe Dalton; нар. 11 липня 1993) — австралійська регбістка, олімпійська чемпіонка 2016 року.

## Виступи на Олімпіадах
| Олімпіада           | Дисципліна | Місце |
| ------------------- | ---------- | ----- |
| Ріо-де-Жанейро 2016 | регбі-7    | 1     |

## Зовнішні посилання
- Хлоя Далтон — олімпійська статистика на сайті Sports-Reference.com (англ.) (архівна версія)